# OH!相撲
『OH!相撲』（オー!すもう）は、1985年5月から2002年3月までテレビ朝日系列で、大相撲本場所初日の日曜日（開始当初はその前日の土曜日）に放送されていたスポーツバラエティ番組。

## 概要
番組は本場所の展望を主にしつつ、力士の紹介コーナーや企画コーナーなども設けていた。当初は土曜15:00からの1時間番組だったが、末期には土曜深夜（のちに日曜未明）の30分番組になった。また、当初は好角家としても著名だった久和ひとみが司会を務めていたが、彼女がTBSの夕方のニュース番組（『テレポート6』→『ニュースの森』）にレギュラー出演するため、八波一起に交代した。
2002年3月の春場所初日を最後に「この番組はお休みする」と言って終了し17年の歴史に幕を閉じた。
ほぼ同じ趣旨の番組として、スカイ・A sports+の『大相撲マガジン』が現存する。

## 歴代の出演者

### メイン司会
- 久和ひとみ
- 八波一起

### 進行役
※いずれもテレビ朝日アナウンサー。
- 渡辺宜嗣
- 松苗慎一郎
- 藤井暁
- 飯村真一
- 小松靖

### ご意見番
※いずれもテレビ朝日アナウンサーであり、『大相撲ダイジェスト』の担当者。
- 銅谷志朗
- 山崎正

### アシスタント
- 山口かつら